# Комаров, Дмитрий Наркизович
Дмитрий Наркизович Комаров (1839—1920) — русский военный и государственный деятель. Генерал от инфантерии (1907). 

## Биография
Из дворян Екатеринославской губернии. Родился 21 февраля 1839 года[по какому календарю?]. Образование получил в 1855 году в Петровско-Полтавском кадетском корпусе. В 1857 году после окончания Константиновского кадетского корпуса произведён в прапорщики и выпущен во 2-й сводный резервный батальон. В 1858 году произведён в подпоручики, в 1860 — в поручики.
В 1863 году участвовал в усмирении Польского мятежа; «за храбрость» был награждён Орденом Святого Станислава 3-й степени с мечами и бантом. В 1864 году произведён в штабс-капитаны, в 1866 — в капитаны. С 1869 года — участник Хивинского похода; в 1870 году произведён в майоры, в 1873 — в подполковники.
В 1874 году «за храбрость» был награждён Орденом Святого Владимира 4-й степени с мечами и бантом и назначен командиром 3-го Туркестанского стрелкового батальона. В 1876 году произведён в полковники. С 1881 года — командир 27-го Витебского пехотного полка.
29 апреля 1891 года он был произведён в генерал-майоры с назначением командиром Волынского лейб-гвардии полка; 18 августа 1899 года назначен командиром 2 бригады 3-й гвардейской пехотной дивизии, с оставлением в должности командира лейб-гвардии Волынского полка.
Со 2 июня 1900 года назначен исправляющим должность Варшавского коменданта, с зачислением по армейской пехоте; 2 августа 1900 года зачислен в списки лейб-гвардии Волынского полка и по гвардейской пехоте, с оставлением исправляющим должность Варшавского коменданта; 1 января 1901 года произведён в генерал-лейтенанты, со старшинством с 06.12.1900, с утверждением в должности Варшавского коменданта; 6 июня 1907 года произведён в генералы от инфантерии.
31 декабря 1913 года уволен от службы, по возрастному цензу, с мундиром и пенсией.
В 1920 году был расстрелян большевиками.

## Награды
Награды:
- Орден Святого Станислава 3-й степени с мечами и бантом (1863)
- Орден Святой Анны 3-й степени  (1864)
- Орден Святого Станислава 2-й степени с мечами (1871; Императорская корона — 1874)
- Орден Святого Владимира 4-й степени с мечами и бантом (1874)
- Орден Святой Анны 2-й степени (1879)
- Орден Святого Владимира 3-й степени (1883)
- Орден Святого Станислава 1-й степени (1894)
- Орден Святой Анны 1-й степени  (1899)
- Орден Святого Владимира 2-й степени  (1903)
- Орден Белого орла (1906)
- Орден Святого Александра Невского (1910)